# Sultanatet Egypten
Sultanatet Egypten (arabisk: السلطنة المصرية; "Det egyptiske sultanat") var navnet på det britiske protektorat over Egypten som varede fra 1914 til 1922. Sudan var efter mahdistoprørets afslutning i 1899 blevet et anglo-egyptisk kondominium kendt som Anglo-egyptisk Sudan.
Under sultanatperioden var der i Egypten en fremvækst af nationalisme, og i 1919 blev en revolution gennemført, hvilket bidrog til, at Egypten tre år senere blev uafhængigt som Kongeriget Egypten.

## Historie

### Baggrund
I begyndelsen af 1800-tallet var Egypten en kampplads for Frankrig, Storbritannien, det Osmanniske Rige og mamelukkerne. Først led franskmændene nederlag mod de tre andre allierede, men efterfølgende fik Muhammad Ali Pasha magten på osmannernes vegne og nedkæmpede mamelukkerne. En af hans efterfølgere, Ismail Pasha, udråbte i 1867 Egypten som et kediviat med ham selv som kediv. Der var dog stor uro i landet, og i 1882 besatte briterne landet og støttede kediv Tewfik Pasha. Dermed havde briterne en skjult dominans i Egypten i årene op til udbruddet af 1. verdenskrig, selvom Egypten formelt var tributstat til det Osmanniske Rige.

### England tager magten
Det Osmanniske Riges deltagelse i 1. verdenskrig på centralmagternes side medførte i Egypten en alvorlig krise, som hang sammen med, at Egypten nominelt lød under den tyrkiske sultans suverænitet, og at kediven, som ved krigens udbrud opholdt sig i Europa, afgjort stillede sig på Tyrkiets side. I Egypten blev proklameret belejringstilstand den 2. november 1914, og England, som de facto havde magten i landet, erklærede, at det havde overtaget landets forsvar. Den 18. december tog man skridtet fuldt ud og erklærede Egypten for et britisk protektorat, og dagen efter bekendtgjorde man, at kediven Abbas Hilmi var blevet afsat, eftersom han havde sluttet sig til Englands fjender. Ved udpegningen af efterfølgeren, som var hans farbroder Hussein Kemal pascha, gav man ham titel af sultan over Egypten for at markere, at den tyrkiske sultans suverænitet over Egypten var ophørt. Til high commissioner efter Kitchener, som ved udbruddet af 1. verdenskrig i august var blevet udnævnt til engelsk krigsminister, udpegede man en militær repræsentant, sir Henry McMahon, og varetagelsen af Egyptens udenrigsanliggender blev også formelt overtaget af den britiske krones repræsentant; en lovgivende forsamling blev ikke indkaldt under krigen.

### Intern uro
De engelske tiltag vakte i befolkningen en markant bitterhed, der blev yderligere understøttet af tyrkisk og tysk agitation og stærkt forøget takket være den optræden, som blev udvist af nogle australske tropper, der var udstationeret i Egypten med henblik på uddannelse, samt i de senere krigsår forøgede rekvisitioner af korn, ind førelse af dyrtid og tvangsrekruttering af bønder til såkaldte arbejderbataljoner til militær hjælpetjeneste. I december 1916 blev McMahon som high commissioner efterfulgt af den hidtidige generalguvernør over Sudan, general sir Reginald Wingate.
Sultan Hussein Kemal, som i april og juli 1915 blev udsat for mordforsøg af fanatiske nationalister, døde den 9. oktober 1917 og blev efterfulgt af sin yngste broder, Fuad 1. af Egypten. Nationalistpartiet vandt i disse år stadig større tilslutning og arbejdede som følge heraf med større ihærdighed for at opnå sit mål om Egyptens selvstændighed. Det gjorde de blandt andet ved at fremsætte erklæringer om national selvbestemmelsesret som en del af de allieredes krigsmål. Saad Zaghlul søgte forgæves tilladelse til at måtte fremføre Egyptens ønsker forud for fredskonferencens begyndelse i London, og Wingate formåede ved et besøg i London i januar 1919 heller ikke at få tilslutning til en lignende anmodning fra premierminister Muhammed Rushdi. Rushdi trådte derfor tilbage, og efter, at Zaghlul ved en petition til sultanen havde forsøgt at forhindre udnævnelse af ny minister, blev han interneret sammen med tre andre nationalistledere på Malta i marts 1919.
Nu fulgte en periode med alvorlige uroligheder indledt med mord på flere engelske militærpersoner og civile samt fortsat med studenterstrejker, embedsmandstrejker og lignende. Den øverstbefalende militær lord Edmund Allenby blev i april udnævnt til midlertidig high commissioner (og ordinær i oktober) og dæmpede indtil videre uroen blandt andet ved at lade Zaghlul og hans venner frit forlade Malta. De rejste til Paris, men fik ikke foretræde for fredskonferencen. I England begyndte man omsider at indse situationens alvor, og i efteråret meddelte man, at der ville blive sendt en kommission under ledning af lord Alfred Milner til Egypten for at undersøge mulighederne for provisorisk udvidelse af selvstyre-institutionerne med bibeholdelse af fornøden beskyttelse af de udenlandske (især britiske) interesser i Egypten. Kommissionen ankom i december 1919 og blev først modtaget med en demonstrativ boykot organiseret af nationalisterne, men formåede senere at få forbindelse også med oppositionskredse. Den vendte i marts 1920 tilbage, og Milner søgte derefter ved forhandlinger med en nationalistdelegation, som i juni 1920 under Zaghluls ledelse ankom til London, at få et kompromis i stand. Et foreløbigt kompromis blev nået i august og overgivet til nationalistpartiet i Egypten, som i efteråret fremsatte en række ændringskrav. Nogle af disse krav blev imødekommet i Milner-kommissionens betænkning, som blev indgivet den 9. december 1920, og som gik ud på, at Egypten skulle blive et selvstændigt konstitutionelt monarki i vedvarende alliance med det britiske rige, som for at sikre forbindelselinjen til Indien skulle have en særlig ret til at have udstationeret de fornødne troppestyrker til Suezkanalens beskyttelse. Ligeledes skulle der sikres garantier for udlændinges stilling i Egypten efter kapitulationernes ophævelse, blandt andet ved at tilsætte en finansiel og en juridisk rådgiver for den egyptiske regering, og en konstituerende forsamling skulle indkaldes for at udarbejde en ny egyptisk forfatning. Disse forslag blev modtaget velvilligt i Egypten, og for at gennemføre dem blev i marts 1921 udnævnt et nyt ministerium med Adly Yakan Pasha som premierminister.
Aftalen var imidlertid truet fra to sider. På den ene side anså den britiske regering Milner-kommissionens forslag for at være temmelig vidtgående, på den anden side organiserede Zaghlul en heftig protestkampagne imod dem, som udviklede sig alvorligt med optøjer i Cairo og Alexandria i maj samme år især rettet mod udlændinge. En delegation under Adly Yakan Pasha forhandlede i efteråret i London med den britiske regering, men man kunne ikke blive enige om den britiske regeringsrepræsentants stilling og om mulig udstationering af britiske tropper ved behov også uden for kanalzonen. Adly trådte derfor tilbage i december, og Zaghluls agitation var samtidig blevet så hidsig, at han blev arresteret og forvist til Seychellerne. Han blev dog af helbredshensyn forflyttet i 1922 til Gibraltar, og i foråret 1923 blev han frigivet. Forhandlingerne fortsatte i mellemtiden, og den 28. februar 1922 førte de til en britisk regeringserklæring om, at protektoratet umiddelbart skulle ophøre og Egypten anerkendes som en uafhængig suveræn stat, idet man dog forbeholdt sig nye forhandlinger vedrørende spørgsmålene om Egyptens forsvar, de britiske rigsforbindelsers sikring, beskyttelse af religiøse og nationale mindretal og udenlandske interesser samt en aftale om Sudans stilling.

### Fra sultanat til kongerige
Sultan Fuad antog derefter, den 16. marts 1922, titel af konge, og der blev efterfølgende taget indledende skridt til at udarbejde en ny forfatning under ledelse af Sarwat Pasha, der i marts var blevet udnævnt til premierminister. Arbejdet med den nye forfatning trak ud som følge af talrige vanskeligheder, men i oktober fremlagde en forfatningskommission sit forslag, som imidlertid vakte engelsk modstand, eftersom Sudan deri udtrykkelig blev angivet som kongen af Egyptens besiddelser. En række politiske mord blev begået mod både på englændere og moderate egyptere. Sarwat blev afløst som premierminister af Tawfik Naseem i november 1922, som stod nationalisterne nærmere, og han blev i marts 1923 igen afløst af Yehya Ibrahim Pasha, som endelig formåede at få gennemført forfatningens antagelse. Forfatningen blev underskrevet af kong Fuad den 19. april 1923.